# Raúl Cuenca
Pour les articles homonymes, voir Cuenca.
Raúl Cuenca est l'une des trois paroisses civiles de la municipalité de Valmore Rodríguez dans l'État de Zulia au Venezuela. Sa capitale est El Corozo.